# 観音寺 (小牧市外堀)
観音寺（かんのんじ）とは、愛知県小牧市外堀にある曹洞宗の寺院である。

## 概要
尾張四郡四国の第二十三番札所であり、かつ西春大師の第八番札所でもある。

## 交通手段
- こまき巡回バスと名鉄バスの「外堀1丁目」バス停留所下車、徒歩で約3分。

## 周辺
- 愛知県道451号名古屋外環状線
- 愛知県道25号春日井一宮線
- 池新田公園
- 妙遠寺
- 合瀬川
- スケートパーク川西
- スパガーラ
- 市之久田中央公園
- 国道41号（名濃バイパス）
- 名古屋高速11号小牧線
  - 小牧南出入口